# Friona ruficoxis
Friona ruficoxis là một loài tò vò trong họ Ichneumonidae.